# Апполоновка (Акмолинская область)
Апполоновка (каз. Апполоновка) — упраздненное село в Целиноградском районе Акмолинской области Казахстана. Входило в состав Софиевского сельского округа. Код КАТО — 116671105.

## География
Село располагалось в северо-восточной части района, на расстоянии примерно 58 километров (по прямой) к северо-востоку от административного центра района — села Акмол, в 7 километрах к западу от административного центра сельского округа — села Софиевка.
Абсолютная высота — 307 метров над уровнем моря.
Ближайшие населённые пункты: село Софиевка — на востоке, село Коянды — на юге.

## История
В 2009 году переведено в категорию иных поселений, включено в состав села Софиевка. 

## Население
В 1999 году население села составляло 7 человек (3 мужчины и 4 женщины). По данным переписи 2009 года, в селе проживали 24 человека (12 мужчин и 12 женщин).
| Численность населения | Численность населения |
| 1999                  | 2009                  |
| --------------------- | --------------------- |
| 7                     | ↗24                   |